# .ag
.ag је највиши Интернет домен државних кодова (ccTLD) за Антигву и Барбуде.